# Okręg Saint-Malo
Okręg Saint-Malo (fr. Arrondissement de Saint-Malo) – okręg w północno-zachodniej Francji. Populacja wynosi 151 tysięcy.

## Podział administracyjny
W skład okręgu wchodzą następujące kantony:
- Cancale,
- Châteauneuf-d'Ille-et-Vilaine,
- Combourg,
- Dinard,
- Dol-de-Bretagne,
- Pleine-Fougères,
- Saint-Malo-Nord,
- Saint-Malo-Sud,
- Tinténiac.